# Ehrenfriedhof Arys
Auf dem Soldatenfriedhof in Arys (heute Orzysz) ruhen Soldaten der deutschen und der russischen Armee. Sie sind allesamt Gefallene des Gefechts von Arys zwischen dem 7. und dem 8. September 1914, eines Ereignisses der Schlacht an den Masurischen Seen und der Winterschlacht in Masuren.

## Ort
Die Anlage befindet sich an der Hauptstraße von Orzysz nach Wierzbiny, auf der rechten Seite. Der Friedhof ist während der Schlacht an den Masurischen Seen angelegt worden.
Der etwa 0,5 ha große Friedhof ist nach dem Zweiten Weltkrieg verfallen. Nur das mittige Hochkreuz und die heute namenlosen Grabkreuze blieben erhalten. Der Volksbund Deutsche Kriegsgräberfürsorge hat noch keine Information über die Grabanlage. Die Anlage steht unter Denkmalschutz.

## Bilder

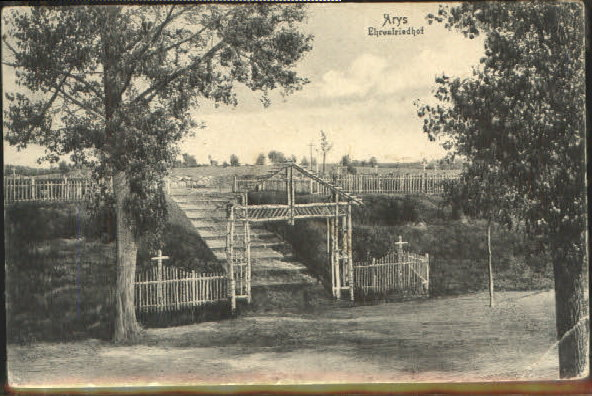
Eingang zum Ehrenfriedhof 1914
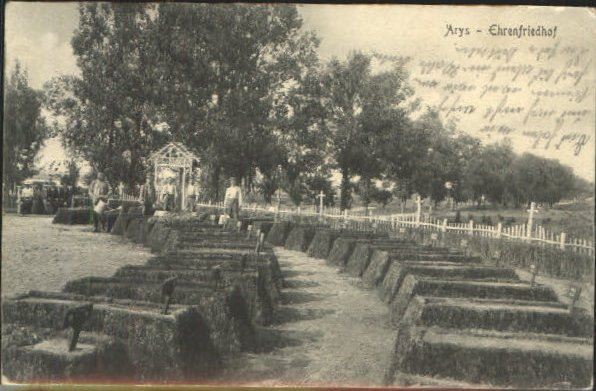
Der Ehrenfriedhof 1914
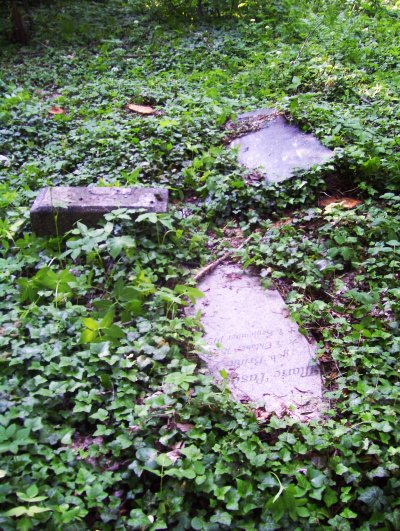
Grabsteine
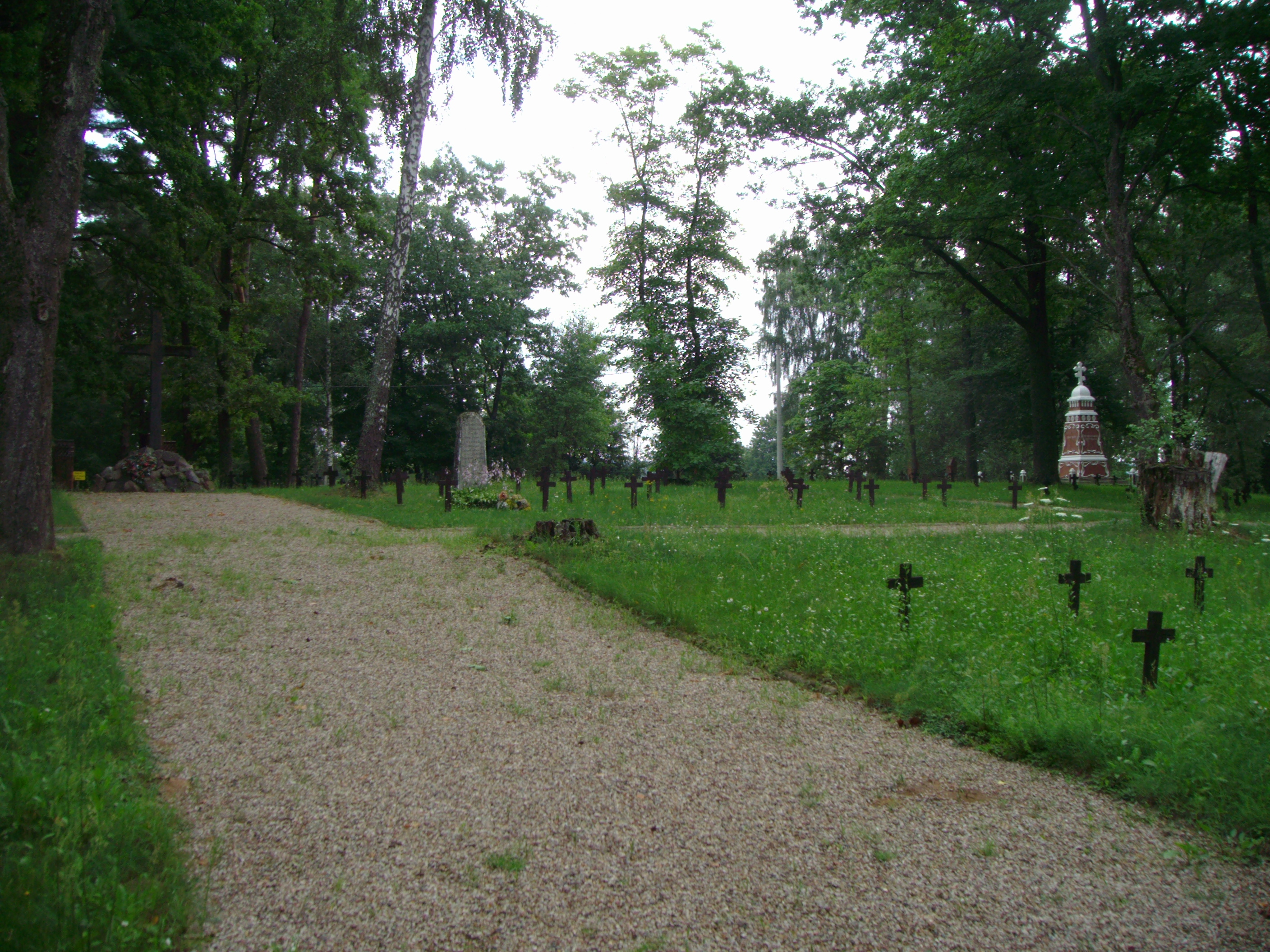
Rechts der deutsche und links der russische Teil